# Ary de Sá
Ary de Sá, vollständiger Name Ary Façanha de Sá, (* 1. April 1928 in Guimarães, Maranhão; † 16. August 2020 in Brasilia) war ein brasilianischer Weitspringer und Sprinter.
1952 siegte er im Weitsprung bei den Leichtathletik-Südamerikameisterschaften in Buenos Aires und wurde Vierter bei den Olympischen Spielen in Helsinki.
Bei den Südamerikameisterschaften 1954 in São Paulo gewann er Bronze im Weitsprung. Im Jahr darauf holte er in derselben Disziplin Bronze bei den Panamerikanischen Spielen 1955 in Mexiko-Stadt und siegte bei der Internationalen Hochschul-Sportwoche in San Sebastián.
Bei den Olympischen Spielen 1956 in Melbourne schied er im Weitsprung in der Qualifikation aus und erreichte in der 4-mal-100-Meter-Staffel das Halbfinale.
Bei den Südamerikameisterschaften folgten im Weitsprung Silbermedaillen 1956 in Santiago und 1958 in Montevideo.

## Persönliche Bestleistungen
- 100 m: 10,6 s, 1952
- Weitsprung: 7,84 m, 14. März 1955, Mexiko-Stadt